# Tinodes manni
Tinodes manni is een schietmot uit de familie Psychomyiidae. De soort komt voor in het Palearctisch gebied.